# Letališče Salzburg
Letališče Salzburg (IATA: SZG, ICAO: LOWS) je letališče v Avstriji, ki primarno oskrbuje Salzburg.